# الهتمی جدید
الهتمی جدید یک منطقهٔ مسکونی در قطر است که در شهرداری دوحه واقع شده‌است.